# Belona
Belona (em latim: Bellona), na mitologia romana, é a deusa da guerra, de origem etrusca. Pode ter sido a deusa da guerra original dos romanos, anterior ao sincretismo com a cultura helênica, após o qual foi identificada com a deusa grega Ênio; é uma das poucas divindades apenas puramente romanas como Liber Pater (Baco) e Maia. Por maiores que sejam a analogia de Marte como deus romano da guerra, Belona era a fúria da guerra, ou seja a carnificina enquanto que Marte um deus também ligado aos armamentos, a virilidade e ao árduo trabalho, denotando portanto, este como um "deus soldado" (considerando que o homem da guerra era muitas vezes o homem do campo). Deu origem ao substantivo feminino belona, para designar guerra e a palavras como "bélico".
Ela acompanhava Marte na batalha e foi considerada, por diferentes autores, sua irmã, esposa ou filha. Também foi (como no seu templo em Óstia) raramente sincretizada com Cibele (Magna Mater). Todas as sessões do senado romano relacionadas à guerra estrangeira eram conduzidas no Templo de Belona, fora do pomério, a antiga área murada de Roma. 

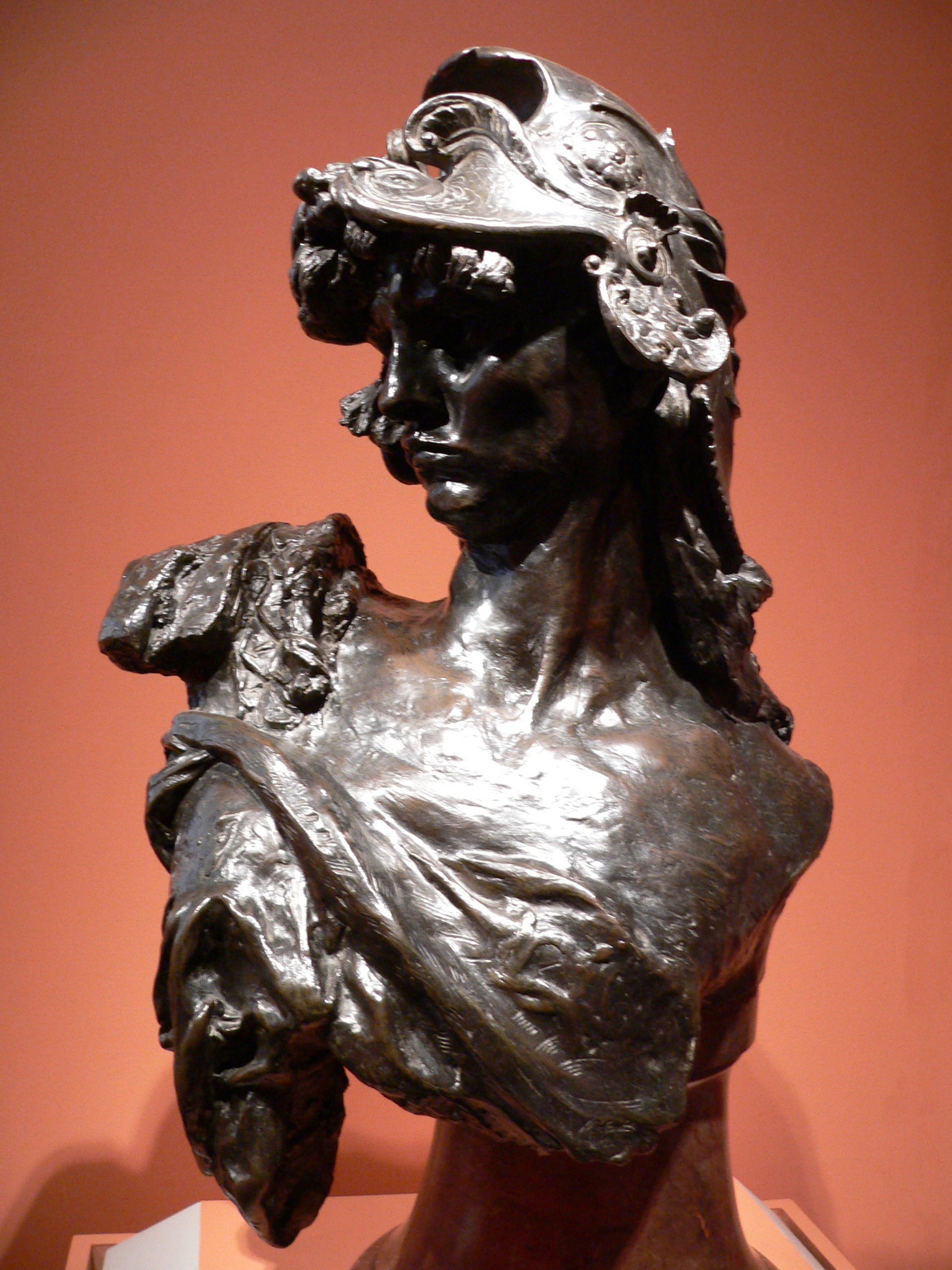
"Belona", por Rodin

O poeta romano Tibulo descreveu como sua amante Delia cultuava Belona: ela cortava seus braços, e cobria a estátua da deusa com seu sangue.
Amiano Marcelino, ao descrever a derrota romana na Batalha de Adrianópolis, diz que "Belona, soprando sua triste trombeta, enfurecia-se mais ferozmente que de costume, para infligir o desastre aos romanos". O atributo de Belona é uma espada e ela é representada usando um elmo e armada com uma lança e uma tocha. Festivais em homenagem a Belona aconteciam nos dias  3 de Junho e 24 de Março